# MOİK Baku PFK
Der MOİK Baku PFK (aserbaidschanisch MOİK Bakı PFK) ist ein aserbaidschanischer Fußballverein aus Baku. Der Verein spielt nach dem Abstieg 2010/11 in der zweithöchsten Spielklasse Aserbaidschans, der Birinci Divizionu. Die Vereinsfarben sind rot-weiß.

## Allgemeines
Der Verein wurde 1961 gegründet und ist neben vielen diversen anderen Klubs auch ein Hauptstadt-Klub aus Baku. Die Heimstätte des Vereins ist das MOİK-Stadion, welches ein Fassungsvermögen von 1.000 Zuseher hat.

## Spieler
- Ruslan Musayev, aserbaidschanischer Nationalspieler